# Harriet Low

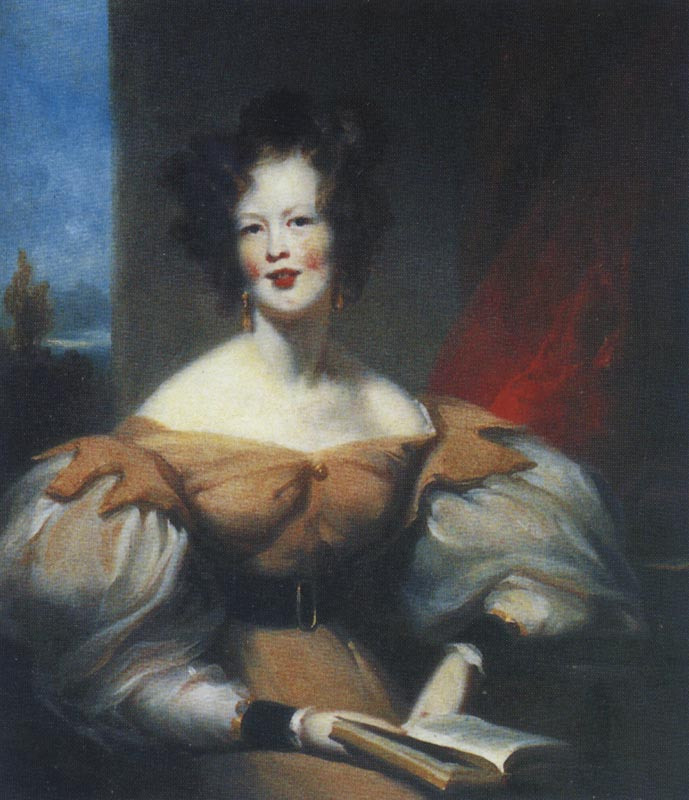
Harriet Low (1833)
Gemälde von George Chinnery

Harriett Low Hillard (* 18. Mai 1809 in Salem; † 1877 in Brooklyn, New York City) war eine US-Amerikanerin, die durch ihre Briefe und Tagebücher bekannt wurde. Von 1829 bis 1833 lebte sie in der portugiesischen Kolonie Macau an der Küste des Südchinesischen Meeres und wurde so eine der ersten jungen Amerikanerinnen, die in China lebten. Low gehörte einer unitaristischen Gemeinde an.:48 Während ihres Aufenthaltes dort schrieb sie in Form von Briefen, die sie an ihre ältere Schwester Molly (eigentlich Mary Ann, 1808–1851) verschickte, ein Journal und wurde mit vielen der einflussreichen Bewohner in der Kolonie bekannt. Nach ihrer Rückkehr in die Vereinigten Staaten heiratete sie und zog mit ihrem Mann nach London. 1848 kehrte das Ehepaar mit seinen fünf Töchtern nach New York City zurück. Das Journal ist Bestandteil der Low-Mills-Sammlung in der Library of Congress.

## Leben
Harriet Low wurde 1809 als zweites von zwölf Kindern des Ehepaares Seth Low und Mary Porter Low in Salem, Massachusetts geboren.:2 Ihr Vater war ein gutsituierter Kaufmann und Reeder mit Niederlassungen in Salem, New York City, London und Kanton. Seth Low war einer der führenden Einwohner von Brooklyn und einer der Mitbegründer der Unitarier in dieser Stadt. Als eine von vier Töchtern in der großen Familie war Harriet in die Führung des Haushalts eingebunden, etwa beim Nähen und Flicken von Kleidung.:17
1829 bereiteten sich ihr Onkel William Henry Low und dessen Frau Abigail Knapp Low auf einen fünfjährigen Aufenthalt in China vor. Während William Henry Low geschäftliche Interessen für Russell & Co. im seinerzeit für Frauen unzugänglichen Kanton wahrnehmen sollte, würde seine Ehefrau in Macao bleiben. Sie fragten Harriet, ob diese das Ehepaar begleiten und ihrer Tante Gesellschaft leisten wolle, während diese in Macao zurückbleiben sollte.:2 Die drei gingen an Bord des Schiffes Sumatra, mit dem sie auf einer vier Monate dauernden Reise über den Atlantik und den Indischen Ozean, einschließlich eines dreiwöchigen Aufenthaltes in Manila, nach China gelangten.:18 Harriet kam am 29. September 1829 in Macao an.:20 Sie ließ sich in dem Haus 2, Pátio da Sé in Calçada de S. João nieder und machte bald Bekanntschaft mit den meisten der einflussreichen und bekannten Bewohner Macaos, darunter dem Maler George Chinnery, der später ihr Porträt malte, und dem Arzt Thomas Richardson Colledge. Durch die Kontakte ihres Onkels lernte sie alle Angestellten der Britischen Ostindienkompanie und andere wohlhabende britische Kaufleute in der Stadt kennen. Sie war die einzige unverheiratete junge Frau in der Kolonie und wurde deswegen häufig zu Bällen, Tanz, Tee und Abendessen eingeladen.
Low verspürte einen starken Drang, Kanton zu besuchen, was damals die einzige erlaubte Handelsenklave in China war. Die Regeln der Dreizehn Faktoreien verboten es jedoch Frauen strikt, Kanton zu besuchen. Low und ihre Tante verkleideten sich als junge Männer und fuhren mit dem Schiff nach Kanton, wo sie sich direkt in die amerikanische Faktorei begaben. Als die Chinesen die wahre Identität der beiden Frauen entdeckten, drohten sie damit, den gesamten Handel in Kanton einzustellen, was Low und ihre Tante zum Verlassen der Stadt nötigte. Während ihres Aufenthaltes in Macao verlobte sich Low in aller Stille mit einem Mr. Wood, doch als sie ihren Onkel von dieser Verlobung unterrichtete, zwang dieser sie zur Lösung der Verbindung.
1833 stand Low dem Maler George Chinnery für ein Porträt Modell. Das Gemälde zeigt sie mit einem tief ausgeschnittenen Kleid nach dem letzten Stand der Mode aus Kalkutta, dessen Ärmel mit Kissen aus Daunen aufgepolstert waren. Im Jahr 1833 verließ Harriet China mit Tante und Onkel und kehrte nach Salem zurück. Der ernsthaft erkrankte Onkel starb auf der Heimreise in die Vereinigten Staaten.
Drei Jahre nach der Rückkehr, 1836, heiratete sie John Hillard (1813–1859), den in Richmond, Virginia geborenen Sohn britischer Eltern.:18 Das Paar ließ sich in London nieder, wo John Teilhaber in einer Bank war. Das Ehepaar hatte drei Söhne und fünf Töchter, doch nur die Mädchen überlebten; Mary Hillard Loines wurde als Suffragette aktiv.
Im Jahr 1848 machte Hillard Pleite, und die Familie kehrte in die Vereinigten Staaten zurück, wo sie zu Harriets Vater in Brooklyn zog. Hillard wurde instabil und krank und war arbeitsunfähig.:285 Nach seinem Tod 1859 wurde Harriet von ihrer Familie bis zu ihrem Tod 1877 finanziell unterstützt. Ein Neffe von Harriet Low war Seth Low, der als Präsident der Columbia University und als Bürgermeister von Brooklyn und New York City bekannt wurde.

## Journal
Sunday, May 24, 1829: Embarked on board the Sumatra bound to Manila, and thence to Macao, where I shall probably take up my residence for the next four years; and for you, my dear sister, shall this journal be kept. I left home at five o'clock (in the morning) with feelings not to be described or imagined but by those who have been placed in a similar situation.

„Sonntag, 24. Mai 1829: An Bord der Sumatra nach Manila und dann nach Macao gegangen, wo ich wohl für die nächsten vier Jahre meine Wohnung nehmen werde; und für dich, meine geliebte Schwester, soll dieses Journal geführt werden. Ich bin um fünf Uhr (am Morgen) zu Hause mit Gefühlen weggegangen, die nur die beschreiben oder sich vorstellen können, die in einer ähnlichen Situation waren.“

Harriet beschrieb die multikulturellen Lebenserfahrungen in der unter portugiesischer Verwaltung stehenden Stadt und das soziale Leben seiner englischen und amerikanischen Bewohner in einem Journal, das sie in Form von Briefen an ihre Schwester Mary Ann verfasste. Sie beschrieb die vielen gesellschaftlichen Gelegenheiten, Abendessen, Partys und Bälle und die Unterhaltung durch Musikveranstaltungen, Kartenspiele, Amateurtheateraufführungen und Opern. Die Frauen verbrachten den Rest ihrer Zeit mit Lesen, Briefeschreiben, Nähen, dem Erlernen von Sprachen – Harriet erlernte die spanische Sprache –, mit Spaziergängen, Ausritten und dem Klatsch. Als Unitarierin fühlte sich Harriet unwohl mit der Dominanz des Katholizismus in Macao.:113–117
Ihre Journaleinträge reichen von 1829 bis 1834 und füllen neun Bände, insgesamt 947 Seiten.:xii Im Jahr 1900 gab Harriet Lows Tochter Katharine eine gekürzte Version des Tagebuches unter dem Titel My Mother’s Journal: A young lady’s diary of five years spent in Manila, Macao, and the Cape of Good Hope from 1829-1834 heraus. Eine neu herausgegebene Version, der Briefe Harriets an ihre Familie beigefügt waren, wurde 1953 von ihrer Enkelin Elma Loines in The China Trade Post-Bag publiziert. In voller Länge wurde das Journal 2002 in Lights and Shadows of a Macao Life: The journal of Harriett Low, travelling spinster, Part I gedruckt. Das in Ich-Form geschriebene Journal gilt als wichtiges historisches Dokument für den Chinahandel.

## Vermächtnis
Ein aus Bronze gefertigter Trinkbrunnen, der dem Andenken an Harriet Low Hillard gewidmet ist, wurde 1910 von ihrer Enkelin Elma Loines in Auftrag gegeben und steht im Brooklyn Botanic Garden.

## Belege
1. 1 2  Rogério Miguel Puga: Interpreting Macau through the Journals of Harriett Low and Rebecca Chase Kinsman. In: Sino-Western Cultural Research (中西文化研究). 1. Jahrgang. Macau Polytechnic Institute, Juni 2008, S. 157–159 (englisch, ipm.edu.mo (Memento des Originals vom 6. Juni 2011 im Internet Archive)).
2. 1 2 3 4 5 6 7 8  Rosmarie W. N. Lamas: Everything in Style: Harriett Low’s Macau. Hong Kong University Press, 2006, ISBN 978-962-209-789-6 (englisch, google.com).
3. 1 2 3 4 5  Lois Styles Edgerly: Give Her This Day: A daybook of women′s words. Tilbury House Publishing, 1990, ISBN 978-0-937966-35-8, S. 146–147 (englisch, google.com).
4. ↑  (American Unitarian Association) The Unitarian Register, 76 (26 July 1900:827).
5. 1 2  Elma Loines: The China Trade Post-Bag of the Seth Low Family of Salem and New York, 1829-1873. Falmouth Publishing House, 1953 (englisch, google.com).
6. 1 2 3 4 5  Peter C. Perdue: Rise & Fall of the Canton Trade System. Massachusetts Institute of Technology, abgerufen am 14. Februar 2012 (englisch).
7. ↑  Don Grant: The Flamboyant Mr. Chinnery. In: Kensington & Chelsea Today. 5. Januar 2012, archiviert vom Original am 3. August 2012; abgerufen am 14. Februar 2012 (englisch).
8. 1 2  Etsuko Taketani: U.S. Women Writers and the Discourses of Colonialism, 1825-1861. University of Tennessee Press, 2003, ISBN 1-57233-227-1, S. 95 (englisch, google.com).
9. ↑  The Canton System. In: Encyclopædia Britannica. 1995, abgerufen am 8. Januar 2012 (englisch).
10. ↑  Katharine Hillard (Hrsg.): My Mother’s Journal: A Young Lady’s Diary of Five Years Spent in Manila, Macao, and the Cape of Good Hope From 1829-1834. G. H. Ellis, 1900, S. 71 (englisch, google.com).
11. 1 2 3  Valery Garrett: Book review of Everything in Style: Harriet Low’s Macau. Asian Review of Books, 6. September 2006, archiviert vom Original am 18. Juli 2012; abgerufen am 14. Februar 2012 (englisch).
12. ↑  Chinese Collections in the Library of Congress: Excerpts from the Annual Report(s) of the Librarian of Congress, 1898-1971: Quarterly journal, 1944-1971. Center for Chinese Research Materials, Association of Research Libraries, 1974, S. 974 (englisch, google.com).
13. ↑  Elizabeth Cady Stanton, Susan Brownell Anthony, Ida Husted Harper, Matilda Joslyn: The History of Woman Suffrage: 1883-1900. Band 4. Fowler & Wells, 1902, S. 860 (englisch, google.com).
14. ↑  Taketani: U.S. Women Writers, S. 94.
15. ↑  NN: NN. In: Plants & Gardens. 4–5. Jahrgang. Brooklyn Botanic Garden Record, 1949, S. 192 (englisch, google.com).

| Personendaten    | Personendaten                              |
| ---------------- | ------------------------------------------ |
| NAME             | Low, Harriet                               |
| ALTERNATIVNAMEN  | Hillard, Harriett Low (vollständiger Name) |
| KURZBESCHREIBUNG | US-amerikanische Autorin                   |
| GEBURTSDATUM     | 18. Mai 1809                               |
| GEBURTSORT       | Salem                                      |
| STERBEDATUM      | 1877                                       |
| STERBEORT        | Brooklyn, New York City                    |